# De Frank en Vrijdag Show
De Frank en Vrijdag Show was een Nederlands radioprogramma dat wordt gepresenteerd door Frank Dane. Vaste sidekicks waren Jelte van der Goot en Albert van Dijk. Het programma werd iedere vrijdag van 18.00 tot 21.00 uur uitgezonden op Radio 538 en TV 538. Het programma begon in 2012, als de opvolger van Friday Night Live. In het programma zijn vaak luisteraars en bekende Nederlanders aanwezig.
Op 28 september 2018 was de laatste aflevering van de Frank en Vrijdag Show, volgens Dane om eerst vakantie te houden, en zich daarna voor te bereiden op de ochtendshow die Frank mede samen met Jelte en Jelmer gaat maken vanaf januari 2019. Wietze de Jager nam zijn tijdslot over.

## Spin-offs
Van 4 mei t/m 9 juli 2015 was Frank Dane, vanwege het vertrek van Ruud de Wild, tijdelijk van maandag t/m donderdag van 16.00 tot 19.00 uur te horen met een spin-off van De Frank en Vrijdag Show onder de naam Frank en Middag Show.
In de zomers van 2015, 2016 en 2017 verving het team van De Frank en Vrijdag Show een aantal weken de ochtendshow Evers Staat Op onder de naam Frank en Tijdelijke Ochtendshow. Jeroen Latijnhouwers was de vaste nieuwslezer bij dit programma.

## Lustrum
In september 2017 bestond het programma vijf jaar, en werd dat gevierd met een speciale uitzending met allerlei gasten, waaronder Gerard Joling.

## Incident
In december 2017 raakte het programma in opspraak door een grap met een streaker tijdens een optreden van Maan de Steenwinkel. Zanger Tim Knol riep via Twitter op Radio 538 te boycotten. Het radioteam bood later in een aparte uitzending excuses aan.

## Het is pas echt kerstmis (als Mariah Carey op de radio is)
In december 2015 werd onder de naam Vrienden van De Frank en Vrijdag Show het lied Het is pas echt kerstmis (als Mariah Carey op de radio is). Op dit kerstlied werkten verschillende bekende artiesten mee, waaronder Sandra van Nieuwland, Nielson en André Hazes jr..